# ماي هيرانو
ماي هيرانو (باليابانية: 平野妹) هي مؤدية أصوات يابانية ولدت في محافظة فوكوكا، اليابان.

## الأعمال

### أنمي
- جينتاما
- كي أون
- ستاينز؛غيت

## وصلات خارجية
- ماي هيرانو على موقع IMDb (الإنجليزية)
- ماي هيرانو على موقع ميوزك برينز (الإنجليزية)
- ماي هيرانو على موقع قاعدة بيانات الفيلم (الإنجليزية)
- ماي هيرانو على موقع كينوبويسك (الروسية)
- ماي هيرانو على موقع ANN person (الإنجليزية)